# William Graham Sumner
William Graham Sumner (30 de outubro de 1840 - 12 de abril de 1910) foi um cientista social americano e liberal clássico. Ele ensinou ciências sociais em Yale, onde exerceu a primeira cátedra de sociologia do país. Ele foi um dos professores mais influentes de Yale ou de qualquer outra escola. Sumner escreveu amplamente nas ciências sociais, com vários livros e ensaios sobre história americana, história econômica, teoria política, sociologia e antropologia. Ele apoiou a economia laissez-faire, os mercados livres e o padrão-ouro. Ele adotou o termo "etnocentrismo" para identificar as raízes do imperialismo, ao qual se opôs fortemente, e como um porta-voz contra ele era a favor do "homem esquecido" da classe média, termo que cunhou. Ele teve uma influência de longo prazo no conservadorismo nos Estados Unidos.

## Biografia
Sumner escreveu um esboço autobiográfico para a quarta das histórias da classe de 1863 do Yale College. Em 1925, o Rev. Harris E. Starr, da turma do Departamento de Teologia de Yale de 1910, publicou a primeira biografia completa de Sumner. Uma segunda biografia completa de Bruce Curtis foi publicada em 1981.

### Infância e educação
Sumner nasceu em Paterson, Nova Jersey, em 30 de outubro de 1840. Seu pai, Thomas Sumner, nasceu na Inglaterra e imigrou para os Estados Unidos em 1836. Sua mãe, Sarah Graham, também nasceu na Inglaterra. Ela foi trazida para os Estados Unidos em 1825 por seus pais. A mãe de Sumner morreu quando ele tinha oito anos.
Sumner foi educado nas escolas públicas de Hartford. Após a formatura, ele trabalhou por dois anos como balconista em uma loja antes de ir para o Yale College, onde se formou em 1863. Sumner alcançou um histórico impressionante em Yale como estudioso e orador. Ele foi eleito para a Sociedade Phi Beta Kappa em seu primeiro ano e em seu último ano para a sociedade secreta Skull and Bones.
Sumner evitou ser convocado para lutar na Guerra Civil Americana pagando um "substituto" de US$250, dados a ele por um amigo, para se alistar por três anos. Isso e o dinheiro dado a ele por seu pai e amigos permitiram que Sumner fosse para a Europa para continuar seus estudos. Ele passou seu primeiro ano na Universidade de Genebra estudando latim e hebraico e os dois anos seguintes na Universidade de Göttingen estudando línguas antigas, história e ciências bíblicas. Ao todo, em sua educação formal, Sumner aprendeu hebraico, grego, latim, francês e alemão. Além disso, depois da meia-idade, aprendeu sozinho holandês, espanhol, português, italiano, russo, polonês, dinamarquês e sueco.
Em maio de 1866, ele foi para a Universidade de Oxford para estudar teologia. Em Oxford, Henry Thomas Buckle encorajou-o a estudar sociologia. No entanto, Herbert Spencer teria a "influência dominante sobre o pensamento de Sumner".

### Tutor, clérigo e professor
Enquanto estava em Oxford, Sumner foi eleito tutor de matemática. Ele foi nomeado professor de grego em Yale, começando em setembro de 1867.
Em 27 de dezembro de 1867, na Trinity Church, em New Haven, Sumner foi ordenado diácono na Igreja Episcopal. Em março de 1869, Sumner renunciou à sua tutela em Yale para se tornar assistente do Reitor da Igreja Episcopal do Calvário (Manhattan). Em julho de 1869, Sumner foi ordenado sacerdote.
De setembro de 1870 a setembro de 1872, Sumner foi Reitor da Igreja do Redentor em Morristown, NJ Em 17 de abril de 1871, Sumner casou-se com Jeannie Whittemore Elliott, filha de Henry H. Elliott, da cidade de Nova York. Eles tiveram três meninos: um morreu na infância, Eliot (Yale 1896) tornou-se oficial da ferrovia da Pensilvânia; Graham (Yale 1897) tornou-se advogado na cidade de Nova York.
Sumner deixou o ministério e voltou para Yale em 1872 como "professor de ciências políticas e sociais" até se aposentar em 1909. Sumner ministrou o primeiro curso na América do Norte chamado "sociologia".
Sumner não revelou, pelo menos publicamente, seus motivos para deixar o ministério. No entanto, ele e os historiadores sugerem que pode ter sido uma perda de fé ou uma visão negativa da igreja e seu clero.
O guia da Biblioteca da Universidade de Yale para os artigos de Sumner o classifica como "o professor mais dinâmico de Yale do final do século XIX e início do século XX. Os alunos clamavam para se inscrever em suas aulas." O "amor genuíno de Sumner por alunos aspirantes, sua personalidade dominante, seu amplo aprendizado, dogmatismo esplêndido e domínio do inglês incisivo" tornam mais fácil entender sua reputação.
O próprio Sumner descreveu sua vida como professor como "simples e monótona". "Nenhuma outra vida poderia ser tão adequada ao meu gosto como esta", escreveu ele em seu esboço autobiográfico.
Apesar da descrição de Sumner de sua vida como "simples e monótona", ele foi "um campeão da liberdade acadêmica e um líder na modernização do currículo de Yale". Isso levou Sumner a um conflito com o presidente de Yale, Noah Porter, que, em 1879, pediu a Sumner que não usasse o Estudo da Sociologia de Herbert Spencer em suas aulas. "Sumner viu isso como uma ameaça à liberdade acadêmica e recusou sem rodeios o pedido de Porter. O corpo docente logo se dividiu em duas facções, uma de apoio e a outra de oposição ao desafio de Sumner." Sumner manteve sua posição e venceu.
Até sua doença em 1890, Sumner escreveu e falou constantemente sobre as questões econômicas e políticas da época. Seu "estilo ácido" indignou seus oponentes, mas agradou seus apoiadores. O resto da vida de Sumner em Yale foi rotina. Em 1909, o ano de sua aposentadoria, Yale concedeu a Sumner um diploma honorário.

### Aposentadoria e morte
A saúde de Sumner piorou em 1890 e, depois de 1909, ano de sua aposentadoria, "piorou vertiginosamente". Em dezembro de 1909, enquanto estava em Nova York para fazer seu discurso presidencial à American Sociological Society, Sumner sofreu seu terceiro e fatal derrame paralítico. Ele morreu em 12 de abril de 1910, no Hospital Englewood, em Nova Jersey.

## Economia
Sumner foi um defensor ferrenho da economia laissez-faire, bem como "um defensor direto do livre comércio e do padrão ouro e um inimigo do socialismo". Sumner foi ativo na promoção intelectual do liberalismo clássico de livre comércio. Ele criticou fortemente o socialismo de estado/comunismo de estado. Um adversário que ele mencionou pelo nome foi Edward Bellamy, cuja variante nacional do socialismo foi apresentada em Looking Backward, publicado em 1888, e na sequência Equality.

## Anti-imperialismo
Como muitos liberais clássicos da época, incluindo Edward Atkinson, Moorfield Storey e Grover Cleveland, Sumner se opôs à Guerra Hispano-Americana e ao subsequente esforço dos EUA para reprimir a insurgência nas Filipinas. Ele era um vice-presidente da Liga Antiimperialista, formada após a guerra para se opor à anexação de territórios. Em 1899, ele fez um discurso intitulado "A Conquista dos Estados Unidos pela Espanha" perante a Sociedade Phi Beta Kappa da Universidade de Yale. No que é considerado por alguns como "seu trabalho mais duradouro", ele criticou o imperialismo como uma traição às melhores tradições, princípios e interesses do povo americano e contrário à própria fundação da América como um estado de igualdade, onde a justiça e a lei "deveriam reinar no meio da simplicidade". Neste trabalho com título irônico, Sumner retratou a aquisição como "uma versão americana do imperialismo e da luxúria por colônias que trouxeram à Espanha o triste estado de seu próprio tempo".  Segundo Sumner, o imperialismo entronizaria um novo grupo de "plutocratas", ou empresários que dependiam de subsídios e contratos do governo.

## Sociólogo
Como sociólogo, suas principais realizações foram desenvolver os conceitos de difusão, costumes e etnocentrismo. O trabalho de Sumner com os costumes levou-o a concluir que as tentativas de reforma ordenada pelo governo eram inúteis.
Em 1876, Sumner foi o primeiro a ministrar um curso intitulado "sociologia" no mundo anglófono. O curso focalizou o pensamento de Auguste Comte e Herbert Spencer, precursores da sociologia acadêmica formal que seria estabelecida 20 anos depois por Émile Durkheim, Max Weber e outros na Europa. Ele foi o segundo presidente da American Sociological Association, servindo de 1908 a 1909 e sucedendo seu oponente ideológico de longa data Lester F. Ward.

## Sumner e o darwinismo social
William Graham Sumner foi influenciado por pessoas como Herbert Spencer, o que levou muitos a associá-lo ao darwinismo social.
Em 1881, Sumner escreveu um ensaio intitulado "Sociologia". No ensaio, Sumner enfocou a conexão entre sociologia e biologia. Ele explicou que há dois lados na luta pela sobrevivência de um ser humano. O primeiro lado é uma "luta pela existência", que é uma relação entre o homem e a natureza. O segundo lado seria a "competição pela vida", que pode ser identificada como uma relação entre homem e homem. O primeiro é uma relação biológica com a natureza e o segundo é um vínculo social, portanto, a sociologia. O homem lutaria contra a natureza para obter necessidades essenciais, como comida ou água e, por sua vez, isso criaria o conflito entre o homem e o homem para obter necessidades de um suprimento limitado. Sumner acreditava que o homem não poderia abolir a lei da "sobrevivência do mais apto" e que os humanos só poderiam interferir nela e, ao fazê-lo, produzir o "inapto".

## Legado
Sumner teve uma influência de longo prazo sobre o conservadorismo americano moderno como um intelectual importante da Era Dourada.
Milhares de alunos de Yale fizeram seus cursos, e muitos comentaram sobre sua influência. Seus ensaios foram amplamente lidos entre intelectuais e homens de negócios. Entre os alunos de Sumner estavam o antropólogo Albert Galloway Keller, o economista Irving Fisher e o defensor de uma abordagem antropológica na economia, Thorstein Veblen.
O navio Classe Liberty da segunda guerra mundial SS William G. Sumner foi nomeado em sua homenagem.